# Aase Moløkken
Aase Moløkken  (27 de abril de 1930 - 4 de junio de 2024) fue una política de noruega del Partido Laborista. Fue elegida miembro del Storting de Buskerud en 1981. Fue representante adjunta en 1973-1977, 1977-1981 y 1981-1985.

## Biografía
Moløkken creció en Vikersund y vivió en Hønefoss como adulta. Se formó como pedagoga en trabajo social.
Fue miembro del concejo municipal de Ringerike en los períodos 1977-1979, 1991-1999 y 2003-2007. Moløkken fue suplente en el Parlamento de Buskerud desde 1973 y ocupó un escaño permanente en 1980 tras la muerte de Tor Oftedal. También actuó como representante entre 1978 y 1980 mientras Oftedal ejercía como auditor general. Fue reelegida en dos ocasiones y sirvió en el Parlamento hasta 1989.
En 2009, Moløkken recibió la Medalla Real al Mérito de Noruega.
En octubre de 2013 sufrió fracturas en su cadera y muñeca en su casa mientras se preparaba para una cena.
Moløkken murió el 4 de junio de 2024, a la edad de 94 años. 

## Comités parlamentarios
- 1985-1989: Miembro del Comité de Asuntos Municipales y Medio Ambiente.
- 1981-1985: Miembro del Comité de Asuntos Municipales y Medio Ambiente.
- 1977-1981: Miembro del Comité de Administración.